# Lemaireodirphia rubra
Lemaireodirphia rubra is een vlinder uit de familie nachtpauwogen (Saturniidae). De wetenschappelijke naam is voor het eerst gepubliceerd in 2012 door Ronald Brechlin & Frank Meister.

## Type
- holotype: "male, 17.VI.2010. leg. F. Meister. Barcode: BC-RBP 5437"
- instituut: Museum Witt München later naar Zoologische Staatssammlung München, München, Duitsland
- typelocatie: "Mexico, Est. Oaxaca, Str. Puerto Angel-Oaxaca, km 140, 2000 m, 16°03'43N, 96°30'26W"